# Lematizacija
Lematizacija u enciklopedistici označava postupak dodavanja naslova članaka (natuknica, lema, deskriptora), odnosno riječi ili skupa riječi koji opisuje osnovni sadržaj onoga o čemu se govori u enciklopedijskom članku.